# Paul Davidovits
Paul Davidovits (* 1. November 1935 in Moldava, Tschechoslowakei) ist ein US-amerikanischer Chemiker und Physiker (Physikalische Chemie, Optik). 

## Leben
Davidovis studierte an der Columbia University mit dem Bachelor-Abschluss 1960, dem Master-Abschluss 1961 und der Promotion in Angewandter Physik 1964. Er war bis 1965 am Radiation Laboratory der Columbia University und danach Assistant Professor und danach Associate Professor an der Yale University. Seit 1975 ist er Professor für Chemie am Boston College.
Um 1969 entwickelte er mit David Egger in Yale das konfokale Laser-Mikroskop (siehe Konfokalmikroskop). Das Konfokalmikroskop wurde zuerst von Marvin Minsky konzipiert aber mehrfach unabhängig neu erfunden. Sie wandten das Mikroskop auch in der Biologie an.
Er ist Berater von Aerodyne in Billerica (Massachusetts), mit denen er zusammen über 20 Jahre die grundlegenden physiko-chemischen Eigenschaften der Gas-Flüssigkeit Wechselwirkung in verschiedenen Substanzen erforschte, der Frage wie Gasmoleküle in die Flüssigkeit eindringen und an der Grenze Gas-Flüssigkeit reagieren. Das lieferte wichtige Informationen für Tropfen- und Aerosolchemie in der Atmosphäre. Er studierte mit seiner Gruppe auch die chemischen und optischen Eigenschaften atmosphärischer Aerosole wie denen in Abgas-Dunstglocken. Dazu entwickelt er eine Aerosol-Massenspektrometer bei Aerodyne.
Außerdem befasste er sich mit Laserphysik und atomaren Stössen und Rekombinationen.
2000 erhielt er den R. W. Wood Prize mit Minsky und Egger für Beiträge zur konfokalen Mikroskopie. Er ist Fellow der American Physical Society und der American Chemical Society und der American Association for the Advancement of Science.
Er ist seit 1957 verheiratet und hat zwei Kinder.

## Schriften
- Physics in Biology and Medicine, Prentice-Hall 1975, 3. Auflage, Elsevier 2008
- mit M. D. Egger: Scanning laser microscope, Nature, Band 223, 1969, 831
- mit M. D. Egger: Scanning laser microscope for biological investigations, Applied optics, Band 10, 1971, S. 1615–1619.
- Herausgeber mit D. L. McFadden: Alkali Halide Vapors : Structure, spectra, and reaction dynamics, Academic Press 1979
- Rajan K. Chakrabarty, Hans Moosmüller, W. Patrick Arnott, Mark A. Garro, Guoxun Tian, Jay G. Slowik, Eben S. Cross, Jeong-Ho Han, Paul Davidovits, Timothy B. Onasch, Douglas R. Worsnop: Low fractal dimension cluster-dilute soot aggregates from a premixed flame, Phys. Rev. Letters, Band 102, 2009, S. 235504
- Daniel A. Lack, Chris D. Cappa, Eben S. Cross, Paola Massoli, Adam T. Ahern, Paul Davidovits, Timothy B. Onasch: Absorption Enhancement of Coated Absorbing Aerosols: Validation of the Photo-Acoustic Technique for Measuring the Enhancement, Aerosol Science and Technology, Band 43, 2009, S. 10006–1012.
- Eben S. Cross, Timothy B. Onasch, Manjula Canagaratna, John T. Jayne, Joel Kimmel, Xiao-Ying Yu, M. Lizabeth Alexander, Douglas R. Worsnop, Paul Davidovits: Single Particle Characterization Using a Light Scattering Module Coupled to a Time-of Flight Aerosol Mass Spectrometer, Atmospheric Chem. and Phys., Band 9, 2009, S. 7769–7793.